# Condado de Allen (Kentucky)
O Condado de Allen é um dos 120 condados do estado americano de Kentucky. A sede do condado é Scottsville, e sua maior cidade é Scottsville. O condado possui uma área de 912 km² (dos quais 15 km² estão cobertos por água), uma população de 17 800 habitantes, e uma densidade populacional de 20 hab/km² (segundo o censo nacional de 2000). O condado foi fundado em 1815. O condado proíbe a venda de bebidas alcoólicas.